# Tombeau d'Alexandre Brzostowski
Le tombeau d'Alexandre Brzostowski est un tombeau situé à Châlons-en-Champagne dans le département de la Marne.

## Description
Le tombeau est situé dans le cimetière de l'Ouest de la ville de Châlons-en-Champagne section H, 10ème rangée, 1ère tombe (cad. AI 1) et a été inscrit par arrêté du 15 juillet 1991 sur la liste des monuments historique notamment comme témoignage des liens unissant la France et la Pologne.
Alexandre Brzostowski était un combattant polonais, comte et colonel d'empire décédé à Chalons le 12 août 1820,.
C'est son fils qui lui éleva le tombeau sur le modèle des sarcophages antiques. Son sarcophage se distingue notamment par sa riche ornementation et les têtes de béliers aux quatre coins.

### Texte de la plaque funéraire
Alexandri Brzostowski

Comitis, Castellani senatoris

Poloniae ordinum equitis torquati

Obiit Cathalauni

Die 12 Augusti anno 1820

requiescat en pace

filius moerens posuit
Ce qui signifie en français :
Alexandre Brzostowski

Comte, sénateur du Château

Chevalier décoré de l'Ordre de Pologne

Est décédé à Châlons

Le 12 août 1820

Qu'il repose en paix

Son fils affligé a posé ceci